# Six Flags Magic Mountain
Six Flags Magic Mountain, ранее известный как Magic Mountain ― парк развлечений площадью 262 акра (106 га), расположенный в округе Лос-Анджелес, штат Калифорния, недалеко от района Валенсия Санта-Кларита, в 35 милях (56 км) к северо-западу от центра Лос-Анджелеса. Он был открыт 29 мая 1971 года.
В парке расположено 19 американских горок, что является мировым рекордом. В 2017 году парк насчитывал 3,3 миллиона посетителей и занимал 16-е место по посещаемости в Северной Америке.

## История
На момент открытия в парке работали 500 сотрудников и 33 аттракциона, многие из которых были спроектированы и построены компанией Arrow Development Co., которая спроектировала и построила многие аттракционы в Диснейленде. Цена за вход в 1971 году составляла 5 долларов для взрослых и 3,50 доллара для детей в возрасте от 3 до 12 лет. Поскольку парк находился в относительно отдаленной части округа Лос-Анджелес, автобусная линия Greyhound обеспечивала автобусное сообщение с парком и Лос-Анджелесом, а также с Северной Калифорнией и по желанию позволяла покупать вход в парк в момент покупки автобусного билета.

## Галерея

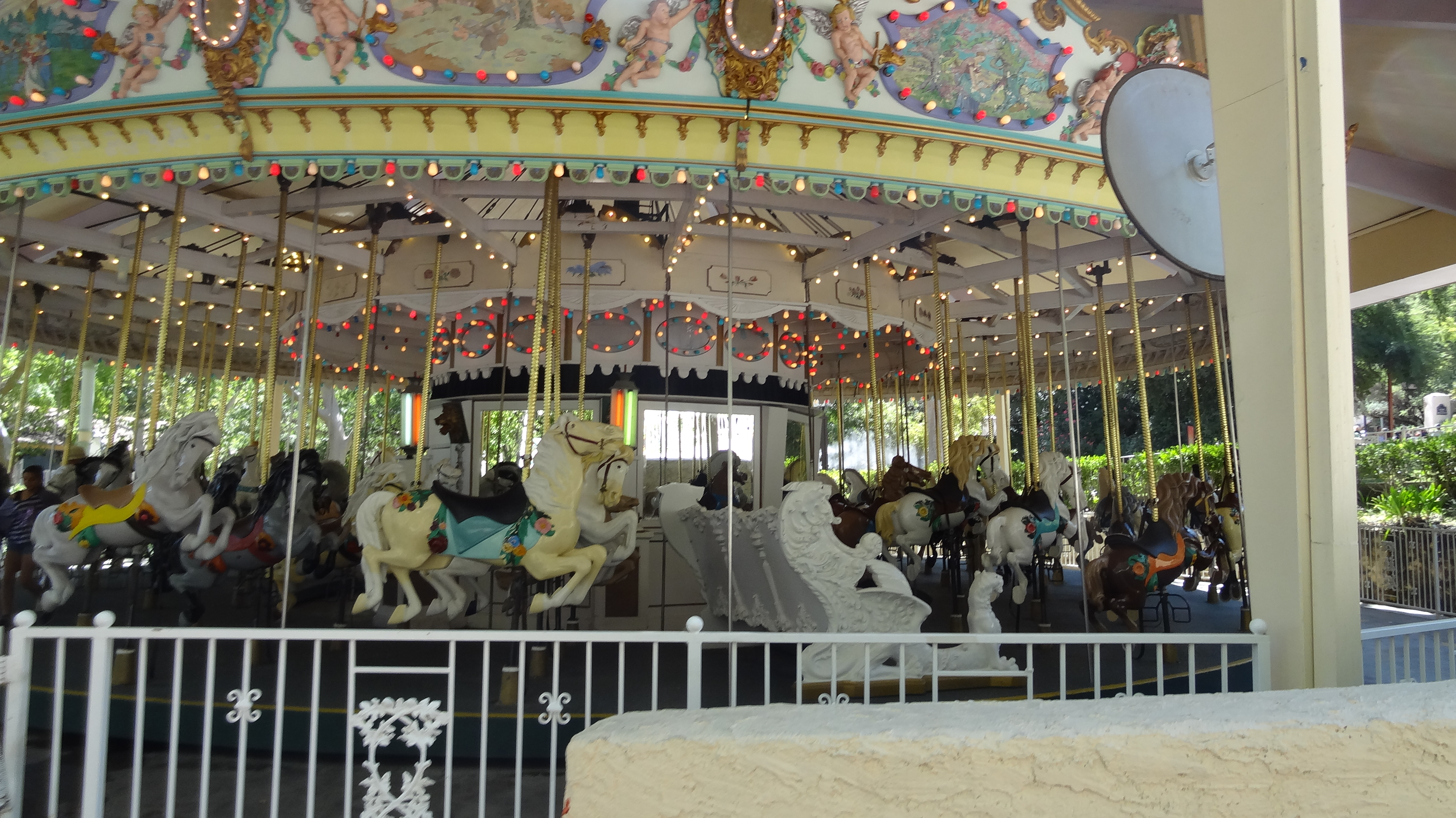
Карусель
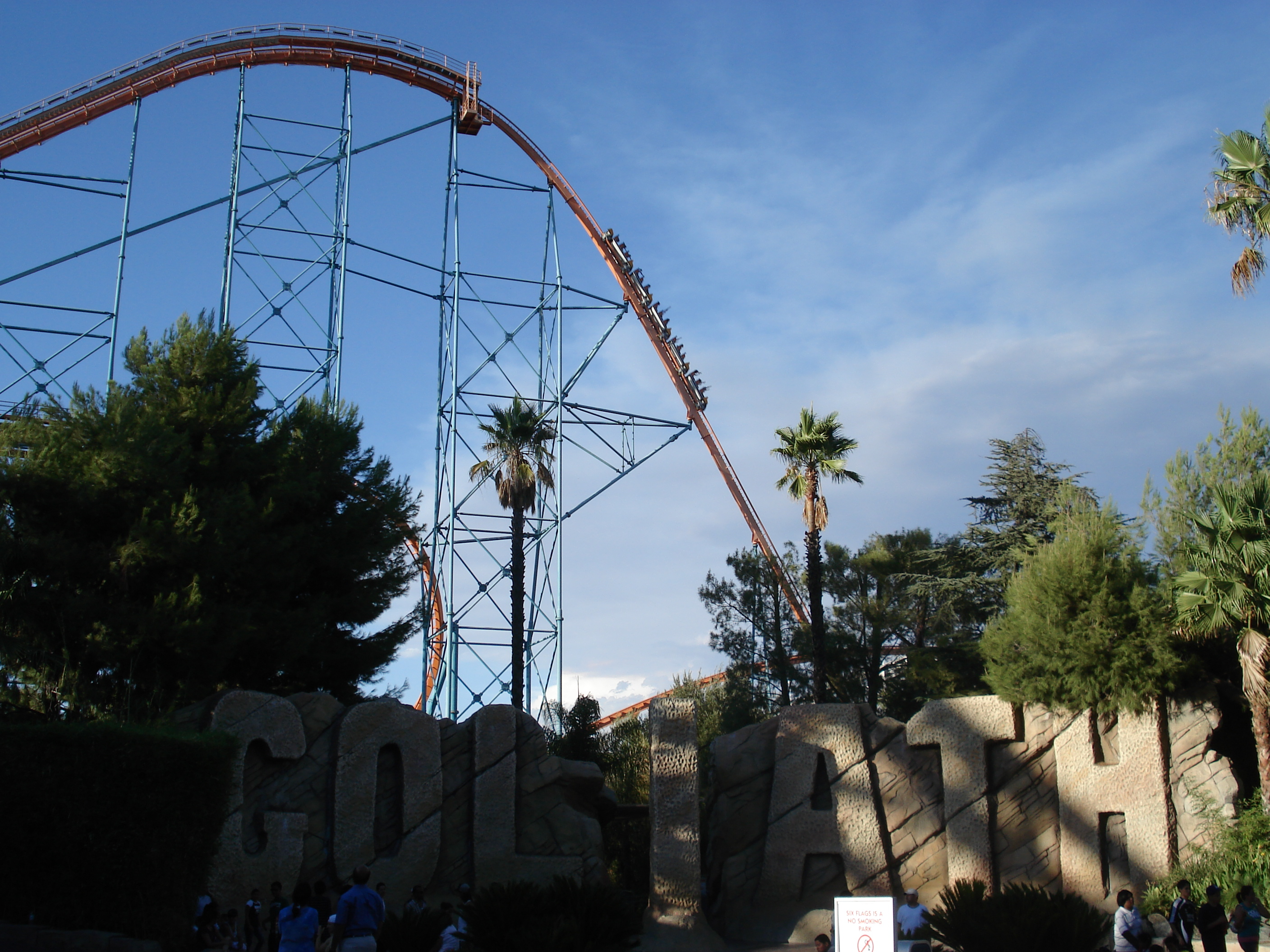
Американские горки «Голиаф»
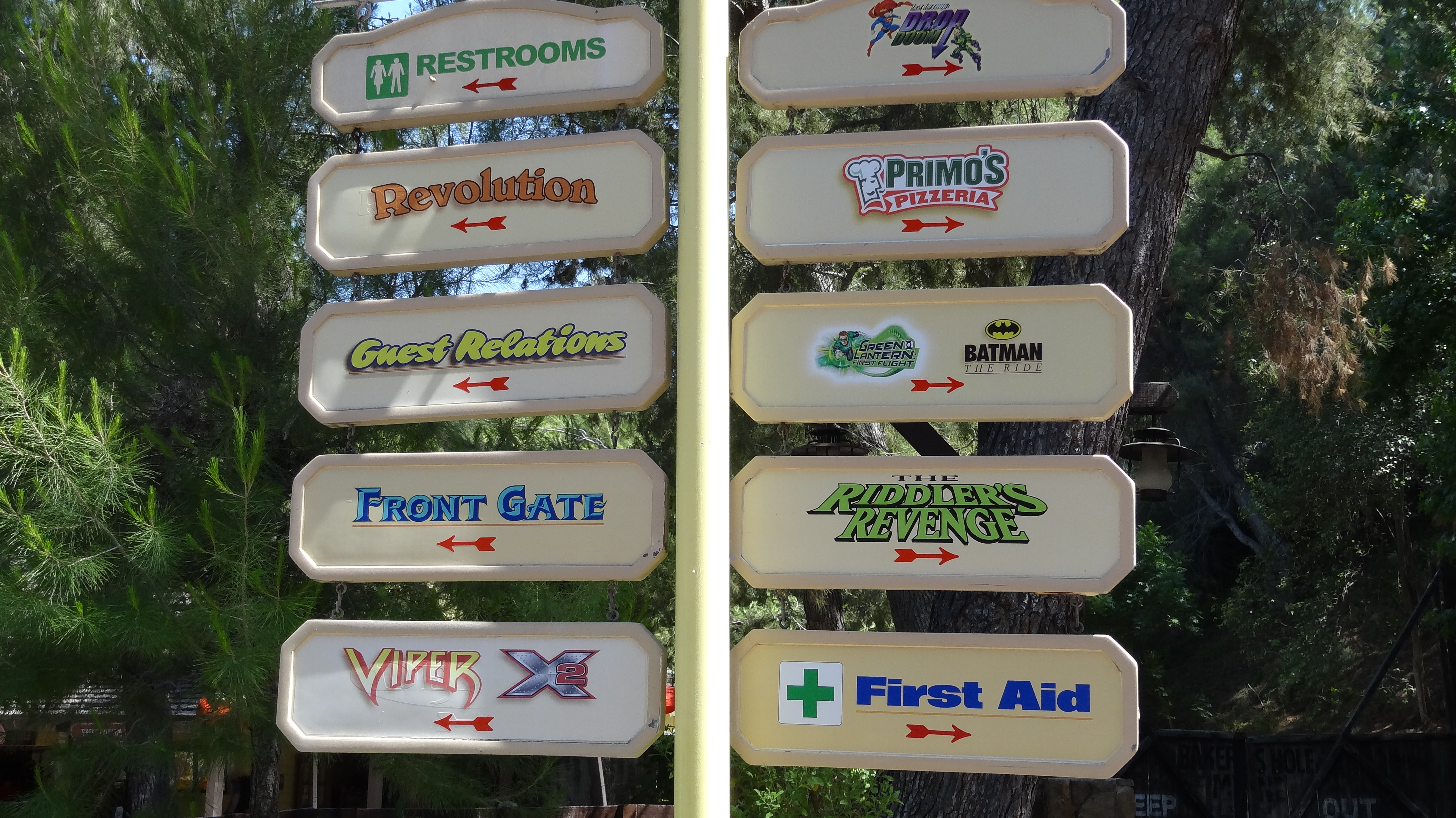
Указатели на близлежащие аттракционы и другие достопримечательности
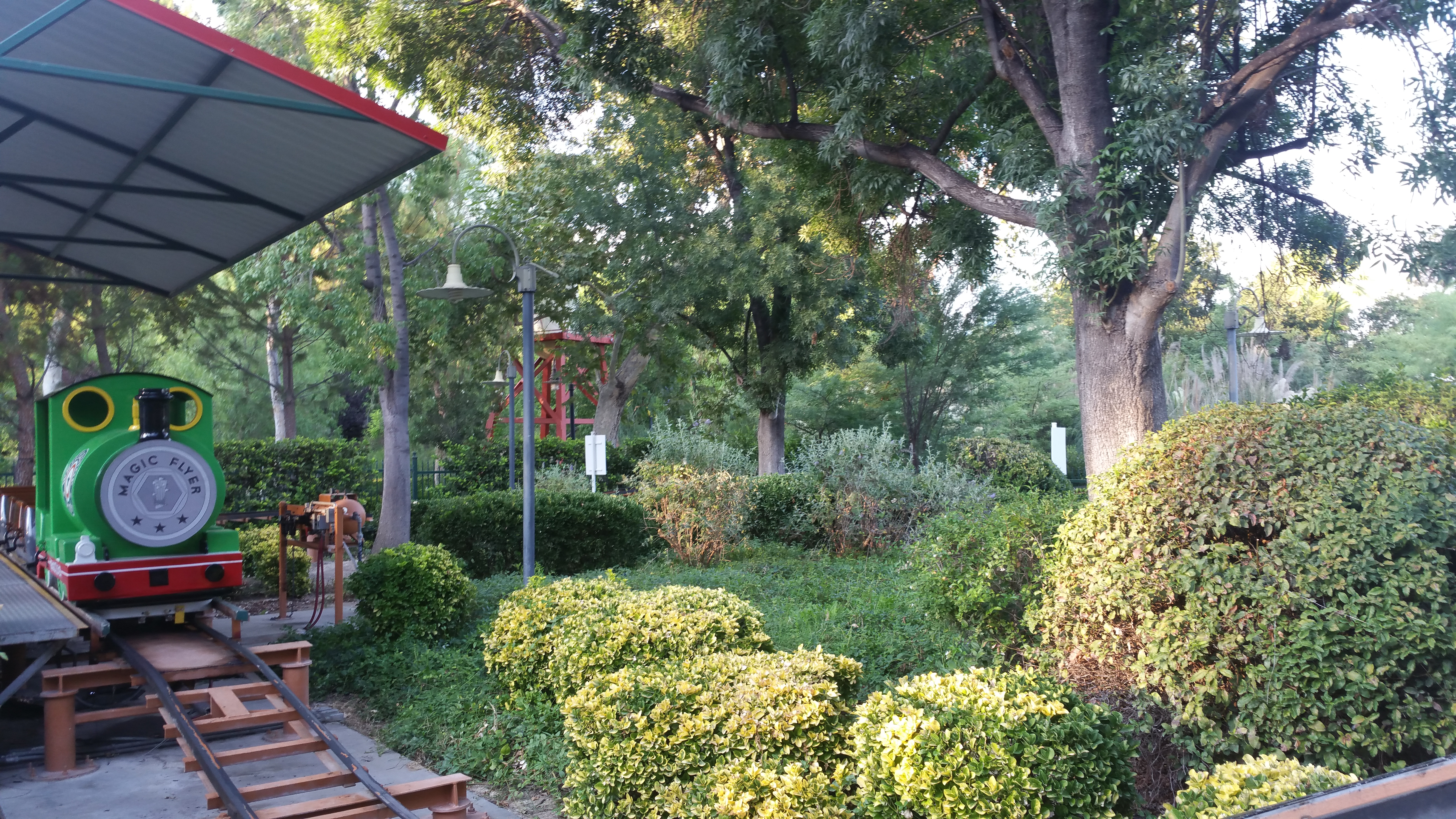
Американские горки «Волшебный летун»
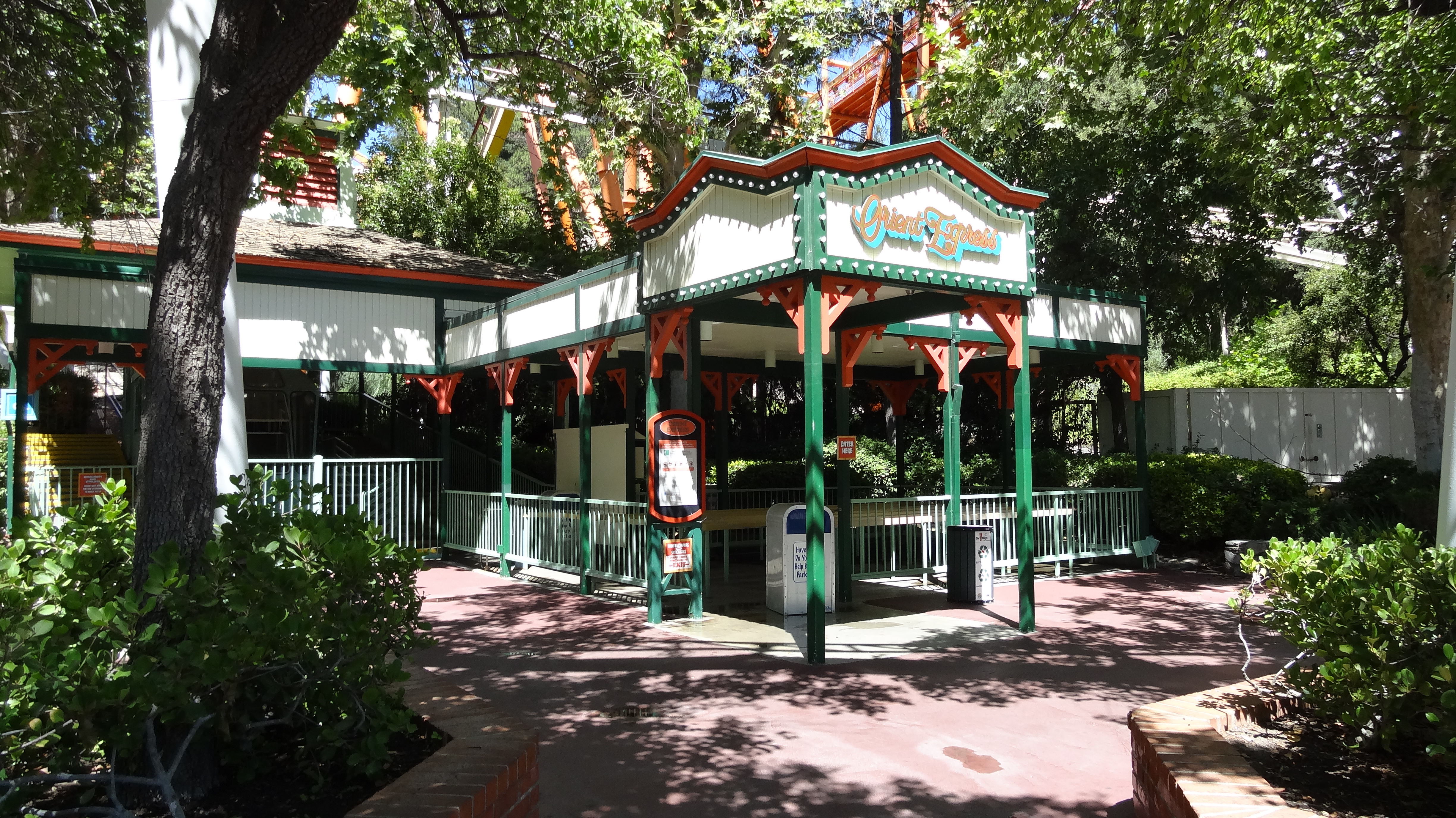
Honda Express